# George Irby (6e baron Boston)
Pour les articles homonymes, voir Irby.
George Florance Irby, 6e baron de Boston (6 septembre 1860 - 16 septembre 1941) est un scientifique britannique et un homme politique conservateur.

## Biographie
Il est le fils aîné de Florance George Henry Irby, 5e baron Boston, et de son épouse Augusta Caroline Saumarez, et fait ses études au Collège d'Eton et à Christ Church, Oxford. Il succède à son père dans la baronnie en 1877 à l'âge de seize ans et prend plus tard sa place sur les bancs conservateurs de la Chambre des lords. Entre 1885 et 1886, il est Lord-in-waiting (whip du gouvernement à la Chambre des Lords) dans l'administration conservatrice de courte durée de Lord Salisbury. Il est également profondément intéressé par l'astronomie, la botanique, l'entomologie et l'archéologie et est membre de la Society of Antiquaries et de la Société géologique de Londres. En 1936, il reçoit un doctorat honorifique en droit (LL. D.) par l'Université de Bangor pour ses services à la culture. Il est également sous-lieutenant d'Anglesey.
Lord Boston épouse sa cousine Cecilia Constance, fille de l'hon. Augustus Anthony Frederick Irby, en 1890. Le mariage est sans enfant. Elle est décédée en janvier 1938, à l'âge de 67 ans. Lord Boston lui a survécu de trois ans et est décédé en septembre 1941, à l'âge de 81 ans. Son neveu Greville lui succède comme baron.